# Dan Aștilean
Dan Astilean (n. 22 octombrie 1960) este un actor român, angajat  la Teatrul Bulandra din București. A absolvit Institutul de Artă Teatrală și Cinematografică "I.L. Caragiale" București, promoția 1986.

## Teatru - Bulandra
- Ivan – Platonov după A.P. Cehov, regia Theodor-Cristian Popescu (2023)
- Mihail Ivanovici Kostîliov – Azilul de noapte de Maxim Gorki, regia Vlad Cristache (2022)
- Malak (voce) – Incendii de Wajdi Mouawad, regia Irina Alexandra Banea, (2017)
- Pierre – Conversație după înmormântare de Yasmina Reza, regia Alexandru Darie (2014)
- Gunkel – Meșteșugul vieții de Hanoch Levin, regia Felix Alexa (2011)
- Howard – Moartea unui comis-voiajor de Arthur Miller, regia Felix Alexa (2008)
- Naratorul – Anatomie. Titus. Căderea Romei de Heiner Müller, regia Alexandru Darie (2002)
- Claudius  –  Hamlet de William Shakespeare, regia Liviu Ciulei (2000)
- Contele de Gloucester  – Regele Lear de William Shakespeare, regia Dragoș Galgoțiu (1999)
- Avocatul Bernadac – Vânzătorii gloriei de Marcel Pagnol, regia Elie Malka ( 1996)
- Andres – Woyzeck de Georg Büchner, regia Tompa Gábor (1995)
- Julius Caesar – Julius Caesar de William Shakespeare, regia Alexandru Darie (1995)
- Andrei Sergheevici Prozorov – Trei surori de A.P. Cehov, regia Alexandru Darie (1995)
- Camillo – Poveste de iarnă de William Shakespeare, regia Alexandru Darie (1994)
- Hendrick Höfgen – Mephisto de Klaus Mann, regia Alexandru Darie (1993)
- Preotul – Vizita bătrânei doamne de Friederich Dürrenmatt, regia Felix Alexa (1993)
- Muza – Teatrul Comic de Carlo Goldoni, regia Silviu Purcărete (1992)
- Flămânzilă – Visul unei nopți de vară de William Shakespeare, regia Liviu Ciulei (1991)
- Mutter Schmidt – Deșteptarea primăverii de Frank Wedekind, regia Liviu Ciulei (1991)
- Mark Twain – Merlin de Tancred Dorst, regia Cătălina Buzoianu (1991)
- Directorul de cabaret – Afară în fața ușii de Wolfgang Borchert, regia Mihai Măniuțiu (1991)

## Teatru
- Doi gemeni venețieni de Carlo Goldoni, regia Vlad Mugur, Teatrul Nottara
- Paj – Iluzia Comică de Pierre Corneille, regia Alexandru Darie, Teatrul de Comedie
- Regizorul – Regina balului de Nicolae Mateescu, regia Gelu Colceag, Academia de Teatru și Film (1986)
- Mr. Peachum – Opera de trei parale de Bertolt Brecht, regia Ion Cojar, Academia de Teatru și Film (1986)
- Guilderstern – Rosencrantz și Guilderstern de Tom Stoppard, regia Radu Băieșu, Academia de Teatru si Film (1985)
- Peer Gynt – Peer Gynt de Henrik Ibsen, regia Ștefan Iordănescu, Academia de Teatru și Film (1985)